# 不同視
不同視（ふどうし、英語: Anisometropia）は両目の屈折力が等しくない状態をいう。不等視とも呼ばれる。各目は近視でも遠視でも、両者の組み合わせでもよい。一般に、両目の屈折度差が2ディオプター以上の場合を不同視と呼ぶ。
特定の種類の不同視に、脳の視覚皮質は両目を一緒に使用せず（両眼視）、両方の目のうちの1つの中心視野を抑制する。視覚皮質が発達する時期である最初の10年間でこのようなことが頻繁に起きると、弱視を引き起こす可能性があり、この状況では屈折異常を正しく矯正しても1.0視力で矯正されないことがある。
6歳から18歳の対象のうち約6％が不同視を経験している。

## 治療

### メガネ矯正
浮動時の程度が大きい患者にとっては、頭痛や安定疲労のためにメガネで治療を受けることが困難な場合がある。しかし、早く治療を受けるほどメガネに順応しやすくなる。
不等像レンズの公式は以下のとおり。
{\displaystyle {\textrm {Magnification}}={\frac {1}{(1-({\frac {t}{n}})P)}}\cdot {\frac {1}{(1-hF)}}}
- t = 中心厚(メートル)
- n = 屈折率
- P = 前屈曲状態(front base curve)
- h =頂点間距離(vertex distance, メートル)
- F = 背面頂点間屈折力(バックバーテックスパワー、特にレンズ処方時)

### コンタクトレンズ
不等相矯正が必要な患者に一般的に推奨される方法としては、コンタクトレンズを着用することである。これにより視覚差が除去されることで両眼の像サイズの差が目立たなくなる。

### 視力矯正術
視力矯正術はコンタクトレンズと影響度は似ている。不同視のために弱視を経験する53人の子供たちに行った結果によると、必要に応じて斜視手術を伴う視力矯正術を受けたとき、その子供たちの多くが、さらには立体視を経験する子供たちも視力改善を経験した。  

## 関連リンク
- 弱視